# Filmografia de Bob Steele
Filmografia de Bob Steele, cujo verdadeiro nome era Robert Adrian Bradbury, Jr. (Portland, 23 de janeiro de 1906 — Burbank, 21 de dezembro de 1988) foi um ator estadunidense, conhecido pelos seus papéis de cowboy em inúmeros filmes do gênero faroeste, desde a época do cinema mudo.
Filmes em que atuou como Bob Bradbury:
1921/1922
- The Adventures of Bill anda Bob – Pathé – Dir. Robert N. Bradbury. Série de filmes curtos, de 20 minutos, ao lado do irmão Bill Bradbury.

1926
- Daniel Boone Thru the Wilderness – Sunset – Dir. Robert N. Bradbury. Com Roy Stewart, Kathleen Collins.
- Davy Crockett at the Fall of the Alamo – Sunset – Dir. Robert N. Bradbury. Com Cullen Landis, Kathryn McGuire.
- The College Boob – FBO – Dir. Harry Garson. Com Maurice “Lefty” Flynn, Jean Arthur.
- Sitting Bull at the Spirit Lake Massacre – Sunset – Dir. Robert N. Bradbury. Com Bryant Washburn, Ann Schaeffer.

Filmes em que atuou como Bob Steele.:
1927
- The Mojave Kid (São, de Corpo e Alma) – FBO – Dir. Robert N. Bradbury. Com Lillian Gilmore, Buck Connors. A partir desse filme, com o nome Bob Steele.
- The Bandit’s Son (O Filho do Bandido) – FBO – Dir. Wallace Fox. Com Ann Sheridan, Tom Lingham.

1928
- Driftin’ Sands (No Momento Propício) – FBO – Dir. Wallace Fox. Com William Turner, Gardner James.
- The Riding Renegade (O Cavaleiro Renegado) – FBO – Dir. Wallace Fox. Com Dorothy Kitchen, Lafe McKee.
- Breed of the Sunsets (O Dia de Sorte) – FBO – Dir. Wallace Fox. Com Nancy Drexel, Dorothy Kitchen.
- Croocks Can’t Win (A Vingança do Rancheiro) – FBO – Dir. George M. Arthur. Com Thelma Hill, Ralph Lewis.
- Man in the Rough (Homem de Sorte) – FBO – Dir. Wallace Fox. Com Marjorie King, Tom Lingham.
- Trail of Courage (A Estrada da Coragem) – FBO – Dir. Jerome Storm. Com Mary Mabery, Jack Donovan.
- Lightning Speed (Audaz por Amor) – FBO – Dir. Robert N. Bradbury. Com Mary Mabery, Percy Murdock.
- Headin' for Danger (Feito para o Perigo) – FBO – Dir. Robert N. Bradbury. Com Joda Mendez, Al Ferguson.
- Captain Careless (O Destemido) – FBO – Dir. Robert N. Bradbury. Com Mary Mabery, Jack Donovan.

1929
- Come and Get it (Cavaleiros da Lei) – FBO/RKO – Dir. Wallace Fox. Com Jimmy Quinn, Betty Welsh.
- The Amazing Vagabond (Admirável Vagabundo) – FBO/RKO – Dir. Wallace Fox. Com Thelma Daniels, Jay Morley.
- Laughing to Death (Sorrindo à Morte) – FBO/RKO – Dir. Wallace Fox. Com Natalie Joyce, Ethan Laidlaw.
- The Invaders (O Terror dos Pampas) – Syndicate – Dir. J. P. McGowan. Com Edna Aslin, Bud Osborne.
- The Cowboy and the Outlaw – Syndicate – Dir. J. P. McGowan. Com Edna Aslin, Cliff Lyons, J. P. McGowan.
- A Texas Cowboy (A Ferro e Fogo) – Syndicate – Dir. J. P. McGowan. Com Edna Aslin, Cliff Lyons, J. P. McGowan.

1930
- Breeze Bill – Syndicate – Dir. J. P. McGowan. Com Edna Aslin, Cliff Lyons, J. P. McGowan.
- Hunted Man (A Fera Humana) – Syndicate – Dir. J. P. McGowan. Com Jean Reno, Mark V. Wright.
- Man From Nowhere ou Western Honor (A Quadrilha do Diabo) – Syndicate – Dir. J. P. McGowan. Com Ione Reed, Tom Forman.
- Near the Rainbow’s End (A Vingança do Pastor) – Tiffany – Dir. J. P. McGowan. Com Louise Lorraine, Lafe McKee, Al Ferguson. Foi seu primeiro filme totalmente falado.
- Oklahoma Sheriff (Demônio a Cavalo) – Syndicate – Dir. J. P. McGowan. Com Jean Reno, Cliff Lyons.
- Oklahoma Cyclone (Vaqueiro Ciclone) – Tiffany – Dir. J. P. McGowan. Com Nita Rey, Charles King.
- Land of Missing Men (Homem do Deserto) – Tiffany – Dir. J. P. McGowan. Com Al St. John, Caryl Lincoln.
- Headin’ North (Carne de Corvo) – Tiffany – Dir. J. P. McGowan. Com Barbara Luddy, Perry Murdock.

1931
- The Sunrise Trail (O Caminho da Morte) – Tiffany – Dir. J. P. McGowan. Com Blanche Mehaffey, Jack Clifford.
- The Ridin’ Fool (Dinheiro Sangrento) – Tiffany – Dir. J. P. McGowan. Com Frances Morris, Josephine Vélez, Florence Turner.
- Near the Trail’s End (Armadilha Fatal) – Tiffany – Dir. Wallace Fox. Com Dorothy Dix, George Hayes, Artie Ortego.
- Nevada Buckaroo (Vaqueiro Conquistador) – Tiffany – Dir. J. P. McCarthy. Com Dorothy Dix, George Hayes, Artie ortego.

1932
- South of Santa Fe – Sono Art/World Wide – Dir. R. N. Bradbury. Com Janis Elliot, Hank Bell.
- Law of the West – Sono Art/World Wide – Dir. R. N. Bradbury. Com Nancy Drexel, Hank Bell.
- Riders of the Desert – Sono Art/World Wide – Dir. R. N. Bradbury. Com Gertrude Messenger, John Elliot.
- Man from Hell’s Edge – Sono Art/World Wide – Dir. R. N. Bradbury. Com George Hayes, Pee Wee Holmes, Nancy Drexel.
- Son of Oklahoma – Sono Art/World Wide – Dir. R. N. Bradbury. Com Josie Sedgwick, Julian Rivero.
- Texas Buddies – Sono Art/World Wide – Dir. R. N. Bradbury. Com Nancy Drexel, Francis MacDonald.
- Hidden Valley (O Vale do Tesouro) – Monogram, Dir. R. N. Bradbury. Com Gertrude Messenger, Francis MacDonald.
- Young Blood (Salteador Mascarado) – Monogram – Dir. Phil Rosen. Com Charles King, Helen Foster, Art Mix.
- The Fighting Champ (Punhos de Aço) – Monogram – Dir. J. P. McCarthy. Com Arletta Duncan, Charles King.

1933
- Trailin’ North (Em Busca do Assassino) – Monogram – Dir. J. P. McCarthy. Com Doris Hill, George Hayes.
- Breed of Border (Chumbo e Aço) – Monogram – Dir. R. N. Bradbury. Com Marion Byron, Wilfred Hayes.
- The Gallant Idol (Um Romance de Circo) – Monogram – Dir. R. N. Bradbury. Com Arletta Duncan, John Elliot.
- The Galloping Romeo (Romeu Destemido) – Monogram – Dir. R. N. Bradbury. Com Doris Hill, George Hayes.
- Ranger’s Code (A Mão da Justiça) – Monogram – Dir. R. N. Bradbury. Com Doris Hill, Ernie Adams.
- The Mystery Squadron (A Flotilha Misteriosa) – Mascot – Dir. Colbert Clark/ David Howard. Com Big “Boy” Williams, Lucille Browne. Seriado fora do gênero Western.

1934
- A Demon for Trouble (Valentia de Cowboy) – Commodore/ Supreme – Dir. R. N. Bradbury. Com Don Alvarado, Gloria Shea.
- Brand of Rate (A Marca do Ódio) – Commodore/ Supreme – Dir. Lew Collins. Com Lucille Browne, James Flavin.

1935
- Big Calibre (Coração de Fera) – Commodore/ Supreme – Dir. R. N. Bradbury. Com Peggy Campbell, Forrest Taylor.
- Tombstone Terror (O Desfiladeiro do Terror) - Commodore/ Supreme – Dir. R. N. Bradbury. Com Beth Marion, George Hayes.
- Western Justice (Justiça do Far-West) - Commodore/ Supreme – Dir. R. N. Bradbury. Com Renee Borden, Julian Rivero.
- Kid Courageous (Sangue de Herói) – Commodore/ Supreme – Dir. R. N. Bradbury. Com Renee Borden, Arthur Loft.
- No Man’s Range – Commodore/ Supreme – Dir. R. N. Bradbury. Com Roberta Gale, Buck Connors.
- Smokey Smith (Ligeiro no Gatilho) – Commodore/ Supreme – Dir. R. N. Bradbury. Com Mary Cornman, George Hayes.
- Powdersoke Range (Duelo de Valentes) – RKO – Dir. Wallace Fox. Com Harry Carey, Hoot Gibson, Quinn Williams, Tom Tyler, Boots Mallory.
- Rider of the Law (Quadrilha Sinistra) – Supreme – Dir. R. N. Bradbury. Com Gertrude Messenger, Loyd Ingraham.
- Alias John Law – Supreme – Dir. R. N. Bradbury. Com Roberta Gale, Buck Connors, Roger Williams, Steve Clark.
- Trail of Terror (A Senda do Terror) – Supreme – Dir. R. N. Bradbury. Com Beth Marion, Charles King, Richard Cramer.

1936
- The Kid Ranger – Supreme – Dir. R. N. Bradbury. Com Gerenie Greer (Joan Barclay), William Farnum.
- Sundown’s Saunders – Supreme – Dir. R. N. Bradbury. Com Catherine Cotter, Ed Cassidy.
- Last of the Warrens – Supreme – Dir. R. N. Bradbury. Com Margaret Marquis, Charles King.
- The Law Rides – Supreme – Dir. R. N. Bradbury. Com Harley Wood, Margaret Mann, Buck Connors.
- Brand of the Outlaws – Supreme – Dir. R. N. Bradbury. Com Jack Rockwell, Margaret Marquis.
- Cavalry – Republic – Dir. R. N. Bradbury. Com Frances Grant, William Welsh, Budd Buster.

1937
- The Gun Ranger – Republic – Dir. R. N. Bradbury. Com Eleanor Stewart, John Marton, Ernie Adams.
- Lightnin’ Crandall – Republic – Dir. Sam Newfield. Com Lois January, Dave O’Brien, Charles King.
- The Trusted Outlaw – Republic – Dir. R. N. Bradbury. Com Lois January, Joan Barclay, Richard Cramer.
- Gun Lords of Stirrup Basin – Republic – Dir. Sam Newfield. Com Louise Stanley, Ernie Adams.
- The Border Phantom – Republic – Dir. S. Roy Luby. Com Harley Wood, Don Barclay.
- Doomed at Sundown – Republic – Dir. Sam Newfield. Com Lorraine Hays, Dave Sharp.
- The Red Rope – Republic – Dir. S. Roy Luby. Com Lois January, Bobby Nelson.
- The Arizona Gunfighter – Republic – Dir. Sam Newfield. Com Jean Carmen, Ted Adams.
- Ridin’ the Lone Trail – Republic – Dir. Sam Newfield. Com Claire Rochelle, Charles King.
- The Colorado Kid – Republic – Dir. Sam Newfield. Com Marlon Weldon, Frank LaRue, Kenneth Duncan.

1938
- Paroled to Die – Republic – Dir. Sam Newfield. Com Kathleen Elliott, Horace Murphy, Steve Clark.
- Thunder in the Desert – Republic – Dir. Sam Newfield. Com Louise Stanley, Don Barclay.
- The Feud Maker – Republic – Dir. Sam Newfield. Com Marion Weldon, Roger Williams.
- The Desert Patrol – Republic – Dir. Sam Newfield. Com Marion Weldon, Rex Lease.
- Durango Valley – Republic – Dir. Sam Newfield. Com Louise Stanley, Karl Hackett.

1939
- Feud of Range – Metropolitan – Dir. Harry S. Webb. Com Richard Cramer, Gertrude Messenger, Jean Crawford.
- Smokey Trails (Trilha de Fogo) – Metropolitan – Dir. Bernard B. Ray. Com Jean Carmen, Frank Wayne.
- Mesquite Buckaroo – Metropolitan – Dir. Harry S. Webb. Com Carolyn Curtis, Snub Pollard.
- Riders of the Sage (Cavaleiros do Oeste) – Metropolitan – Dir. Harry S. Webb. Com Claire Rochelle, Reed Howes.
- The Pal of Texas – Metropolitan – Dir. Harry S. Webb. Com Claire Rochelle, Jack Perrin.
- El Diablo Rides – Metropolitan – Dir. Harry S. Webb. Com Claire Rochelle, Kit Guard.
- Of Mice and Men (Carícia Fatal) – Hal Roach/United Artists – Dir. Lewis Milestone. Com Burgess Meredith, Lon Chaney, Betty Field, Charles Bickford, Noah Beery, Jr.

1940
- Wild Horse Valley (Bestas Selvagens) – Metropolitan – Dir. Ira Webb. Com Phyllis Adair, Buzz Barton.
- Pinto Canyon – Metropolitan – Dir. Raymond K Johnson. Com Louise Stanley, Kenne Duncan, George Chesebro.
- Billy the Kid Outlawed (Billy, o Foragido) – PRC – Dir. Peter Stewart (Sam Newfield). Com Louise Currie, Al St. John.
- Carson City (Cidade Sinistra) – Republic – Dir. John Kane. Com Roy Rogers, Pauline Moore, George Hayes.
- City for Conquest (Dois Contra Uma Cidade Inteira) – Warner Bros – Dir. Anatole Litvak. Com James Cagney, Ann Sheridan, Frank Craven, Arthur Kennedy, Donald Crisp, Anthony Quinn, Elia Kazan.
- Billy the Kid in Texas (Billy no Texas) – PRC – Dir. Peter Stewart. Com Al St. John, Terry Walker, Ben Corbett.
- Under Texas Skies (O Filho do Delegado) – Republic – Dir. George Sherman. Com Robert Livingston, Rufe Davis, Lois Ronson (foi o primeiro filme de Bob Steele, na série Three Mesquiteers).
- The Trail Brazers (Defensores Indomáveis) – Republic – Dir. George Sherman. Com Robert Livingston, Rufe Davis, Pauline Moore, Rex Lease.
- Lone Star Raiders (O Cavalo Justiceiro) – Republic – Dir. George Sherman. Com Robert Livingston, Rufe Davis, June Johnson.
- Billy the Kid’s Gun Justice (Billy e a Justiça) – PRC – Dir. Peter Stewart. Com Al St. John, Louise Currie, Rex Lease.

1941
- Billy the Kid’s Range (Billy, o Matador) – PRC – Dir. Peter Stewart. Com Joan Barclay, Buddy Roosevelt.
- Prairie Pioneers (Pioneiros da Planícies) – Republic – Dir. Les Orlebeck. Com Robert Livingston, Rufe Davis.
- The Great Train Mystery (O Mistério Ferroviário) – Republic – Dir. Joseph Kane. Com Claire Carleton, Milburn Stone.
- Pals of the Pecos (Amigos até a Morte) – Republic – Dir. Les Orlebeck. Com Robert Livingston, Rufe Davis.
- Billy the Kid’s Fighting (Billy é Bom Camarada) – PRC – Dir. Sherman Scott/Sam Newfield. Com Phyllis Adair, Charles King.
- Saddlemates (O Traidor da Tribo) – Republic – Dir. Les Orlebeck. Com Robert Livingston, Gale Storm.
- Gangs of Sonora (Espoliadores de Sonora) – Republic – Dir. John English. Com Robert Livingston, Rufe Davis.
- Billy the Kid in Santa Fe (Billy em Santa Fé) – PRC – Dir. Sheman Scott. Com Al St. John, Rex Lease.
- Gauchos of Eldorado (Torpeza Humana) – Republic – Dir. Les Orlebeck. Com Tom Tyler, Duncan Renaldo.

1942
- West of Cimarron – Republic – Dir. Les Orlebeck. Com Tom Tyler, Rufe Davis.
- Code of Outlaw (O Código do Cangaceiro) – Republic – Dir. John English. Com Tom Tyler, Rufe Davis, Melinda Leighton.
- Raiders of the Range (Salteadores dos Pampas) – Republic – Dir. John English. Com Tom Tyler, Rufe Davis, Lois Collier.
- Westerward Ho! (Avareza Desenfreada) – Republic – Dir. John English. Com Tom Tyler, Rufe Davis, Evelyn Brent.
- The Phantom Plainsmen (Abutres das Planícies) – Republic – Dir. John English. Com Tom Tyler, Rufe Davis, Lois Collier.
- Shadows of the Sage (Um Parecido Fatal) – Republic – Dir. John English. Com Tom Tyler, Jimmie Dodd.
- Valley of the Hunted Men (Vale dos Perseguidos) – Republic – Dir. John English. Com Tom Tyler, Jimmie Dodd, Anna Maria Stewart.

1943
- Thundering Trails (A Vereda Solitária) – Republic – Dir. John English. Com Tom Tyler, Jimmie Dodd, Neil O’Day.
- The Blocked Trail (O Caminho Bloqueado) – Republic – Dir. Elmer Clifton. Com Tom Tyler, Jimmie Dodd.
- Santa Fe Scouts – Republic – Dir. Howard Bretherton. Com Tom Tyler, Jimmie Dodd, Lois Collier.
- Riders of the Rio Grande – Republic – Dir. Albert De Mond. Com Tom Tyler, Jimmie Dodd.
- Revenge of the Zombies (A Vingança dos Zombies) – Monogram – Dir. Steve Sekely. Com John Carradine, Robert Lowery, Gale Storm.
- Death Valley Rangers (O Vale da Morte) – Monogram – Dir. Robert Tansey. Com Ken Maynard, Hoot Gibson, Linda Brent.

1944
- Westward Bound (Rumo ao Oeste) – Monogram – Dir. Robert Tansey. Com Ken Maynard, Hoot Gibson, Betty Miles.
- Arizona Whildwind (Falsários do Oeste) – Monogram – Dir. Robert Tansey. Com Ken Maynard, Hoot Gibson, Ian Keith.
- Outlaw Trail (Os Malfeitores) – Monogram – Dir. Robert Tansey. Com Hoot Gibson, Chief Thunder Cloud.
- Sonora Stagecoach (Diligência de Sonora) – Monogram – Dir. Robert Tansey. Com Hoot Gibson, Chief Thunder Cloud.
- Market Trails (Paragens) – Monogram – Dir. J. P. McCarthy. Com Hoot Gibson, Ralph Lewis.
- The Utah Kid (O Valentão de Utah) – Monogram – Dir. Vernon Keays. Com Hoot Gibson, Beatrice Gray.
- Trigger Law (A Lei da Pistola) – Monogram – Dir. Vernon Keays. Com Hoot Gibson, Beatrice Gray.

1945
- Wildfire (Terra de Sangue) – Screen Guild – Dir. Robert Tansey. Com Sterling Holloway, John Millan.
- Northwest Trail (A Senda do Terror) – Screen Guild – Dir. Darwin Abrahams. Com Joan Woodbury, John Litel.
- The Navajo Kid (Navajo Kid) - Screen Guild – Dir. Harry Frazer. Com Syd Saylor, Edward Cassidy.

1946
- Six Gun Man (Alma de Policial) – PRC – Dir. Harry Fraser. Com Syd Sailor, Jean Carlin.
- Sheriff of Redwood Valley (Bandidos do Vale) – Republic – Dir. R. G. Springsteen. Com Bill Elliot, Alice Fleming.
- Ambush Trail (Emboscada) – PRC – Dir. Harry Fraser. Com Syd Sailor, Lorraine Miller.
- Thunder Town (Cidade do Barulho) – PRC – Dir. Harry Fraser. Com Syd Sailor, Ellen Hall, Bud Geary.
- The Big Sleep (À Beira do Abismo) – Warner Bros – Dir. Howard Hawks. Com Humphrey Bogart, Lauren Bacall, Martha Vickers.
- Rio Grande Raiders – Republic – Dir. Thomas Carr. Com Sunset Carson, Linda Sterling, Peggy Stewart.

1947
- Twilight on the Rio Grande (Conflito na Fronteira) – Republic – Dir. Frank McDonald. Com Gene Autry, Sterling Holloway, Adele Mara.
- Cheyenne (Covil do Diabo) – Warner Bros – Dir. Raoul Walsh. Com Dennis Morgan, Jane Wyman, Arthur Kennedy, Janis Paige, Tom Tyler.
- Exposed (Engano Fatal) – Republic – Dir. George Blair. Com Robert Armstrong, Joyce Compton.
- Killer McCoy (Punhos de Ouro) – MGM – Dir. Roy Rowland. Com Mickey Rooney, Brian Donlevy, Ann Blyth.
- Bandits of Dark Canyon (O Fantasma do Desfiladeiro) – Republic – Dir. Phillip Gordon. Com Allan Lane, Eddy Walter, Linda Johnson, Francis Ford.

1949
- South of St. Louis (Mercadores de Intrigas) – Warner Bros – Dir. Ray Enright. Com Joel McCrea, Dorothy Malone, Alexis Smith, Allan Hale Sr., Victor Jory.

1950
- The Savage Horde (Ódio Satânico) – Republic – Dir. Joseph Kane. Com William Elliot, Jim Davis, Adrian Booth, Noah Beery, Jr.

1951
- The Enforcer (Um preço para cada crime) – Warner Bros – Dir. Bretaine Windust. Com Humphrey Bogart, Zero Mostel, Everett Sloane.
- Silver Canyon – Columbia – Dir. John English. Com Gene Autry, Gail Davis.
- Fort Worth (Domador de Motins) – Warner Bros – Dir. Edwin L. Marin. Com Randolph Scott, David Brian, Helena Carter.
- Cattie Drive (O Estouro da Manada) – Universal – Dir. Kurt Neuman. Com Joel McCrea, Dean Stockwell, Leon Ames.

1952
- Rose of Cimarron (Rosa de Cimarron) – 20th Century-Fox – Dir. Harry Keller. Com Jack Buetel, Mala Powers, Jim Davis.
- The Lion and the Horse (Luta Selvagem) – Warner Bros – Dir. Louis King. Com Steve Cochran, William Fawcett.

1953
- San Antone (A Bandeira da Desordem) – Republic – Dir. Joseph Kane. Com Rod Cameron, Katy Jurado.
- Savage Frontier (Terra de Malfeitores) – Republic – Harry Keller. Com Allan Lane, Eddy Waller.
- Column South (Jornada Sangrenta) – Universal – Dir. Frederick de Cordova. Com Audie Murphy, Joan Evans, Dennis Weaver, Ray Collins.
- Island in the Sky (Geleiras do Inferno) – Warner Bros – Dir. William A, Wellman. Com John Wayne, Lloyd Nolan, Walter Abel.

1954
- Drums Across the River (Tambores da Morte) – Universal – Dir. Nathan Juran. Com Audie Murphy, Lisa Gayle, Walter Brennan.
- The Outcast (Tropel dos Vingadores) – Republic – Dir. William Withney. Com John Derek, Joan Evans, Slim Pickens.

1955
- Last of the Desperados – Associated – Dir. Sam Newfield. Com James Craig, Jim Davis, Donna Martel.
- The Fighting Chance (Ambição Desenfreada) – Republic – Dir. Wiliiam Witney. Com Rod Cameron, Julie London.

1956
- The Spoilers (Rastos de Corrupção) – Universal – Dir. Jesse Hibbs. Com Jeff Chandler, Anne Baxter, Rory Calhoun.
- Steel Jungle (Labirintos de Aço) – Warner Bros – Dir. Walter Doniger. Com Perry Lopez, Beverly Garland.
- Pardners (O Rei do Laço) – Paramount – Dir. Norman Taurog. Com Dean Martin, Jerry Lewis, Lori Nelson, Agnes Moorehead, Lon Chaney, Jr., Lee Van Cleef.

1957
- Duel at Apache Wells (Tirania das Balas) – Republic- Dir. Joseph Kane. Com Anna Maria Alberghetti, Jim Davis.
- Gun for a Coward (Armas para um Covarde) – Universal – Dir. Abner Biberman. Com Fred MacMurray, Jeffrey Hunter, Janice Rule, Dean Stockwell.
- Band of Angels (Meu Pecado Foi Nascer) – Warner Bros – Dir. Raoul Walsh. Com Clark Gable, Yvonne De Carlo, Sidney Poitier, Efrem Zimbalist, Jr.
- The Parson and the Outlaw (Destino Violento) – Columbia – Dir. Oliver Drake. Com Anthony Dexter, Marie Windsor, Sonny Tufts, Jean Parker, Robert Lowery.

1958
- The Bonnie Parker Story (Gângsters em Fúria) – American/International – Dir. William Witney. Com Dorothy Provine, Jack Hogan.
- Once Upon a Horse (Dois Vigaristas Roubados) – Universal – Dir. Hal Hunter. Com Dan Rowan, Dick Martin, Martha Hyer, Leif Erickson.
- Giant from the Unknown (O Gigante do Outro Mundo) – Astor – Dir. Richard E. Cunha. Com Edward Kemmer, Sally Fraser, Buddy Baer.

1959
- Rio Bravo (Onde Começa o Inferno) – Warner Bros – Dir. Howard Hawks. Com John Wayne, Dean Martin, Ricky Nelson, Angel Dickinson, Walter Brennan, Ward Bond, Harry Carey, Jr.
- Pork Chop Hill (Os Bravos Morrrem de Pé) – Melville/United Artists – Dir. Lewis Milestone. Com Gregory Peck, Rip Torn, Harry Guardino, George Peppard, James Edwards, Woody Strode.
- Atomic Submarine (O Submarino Atômico) – Allied Artists – Dir. Spencer G. Bennet. Com Arthur Franz, Dick Foran, Tom Conway.

1960
- Hell Bent for Leather (Com o Dedo no Gatilho) – Universal – Dir. George Sherman. Com Audie Murphy, Stephen McNally, Felícia Farr, Allan Lane, Edie Little Sky.

1961
- The Comancheros (Os Comancheros) – 20th Fox – Dir. Michael Curtiz. Com John Wayne, Stuart Whitman, Ina Balin, Lee Marvin, Pat Wayne, Bruce Cabot, Joan O’Brien, Jack Elam, Edgar Buchanan.

1962
- The Wild Westerners (No Tempo dos Pioneiros) – Columbia – Dir. Oscar Rudolph. Com James Philbrook, Nancy Kovack, Harry Lauter.
- Six Black Horses (Gatilhos em Duelo) – Universal – Dir. Harry Keller. Com Audie Murphy, Dan Duryea, Joan O’Brien.

1963
- McLintock! (Quando Um Homem é Homem) – Batjac/UA – Dir. Andrew V. McLaglen. Com John Wayne, Maureen O’Hara, Yvonne De Carlo, Patrick Wayne, Stephanie Powers.
- 4 for Texas (Quatro Heróis do Texas) – Warner Bros. – Dir. Robert Aldrich. Com Frank Sinatra, Dean Martin, Ursula Andress, Anita Ekberg, Charles Bronson, Jack Elam.

1964
- Bullet for a Bandit (Balas para Um Bandido) – Universal – Dir. R. G. Springsteen. Com Audie Murphy, Alan Hale Jr..
- Taggart (Império da Vingança) – Universal – Dir. R. G. Springsteen. Com Tony Young, Dan Duryea, David Carradine.

1965
- The Bounty Killer (Dólares Malditos) – Embassy – Dir. Spencer G. Bennet. Com Dan Duryea, Rod Cameron, Audrey Dalton, Buster Crabble.
- Requiem (Desafio à Bala) – Embassy – Dir. Spencer G. Bennet. Com Rod Cameron, Tim McCoy, Stephen McNally, Johnny McBrown.
- Shenandoah (Shenandoah, Paraíso Perdido) – Universal – Dir. Andrew V. McLaglen. Com James Stewart, Doug McClure, Katherine Ross, Glenn Corbett, George Kennedy.
- Town Tamer (Domador de Cidades) – Paramount – Dir. R. G. Springsteen. Com Dana Andrews, Terry Moore, Colleen Gray.

1968
- Hang 'Em High (A Marca da Forca) – Malpaso/UA – Dir. Ted Post. Com Clint Eastwood, Ben Johnson, Inger Stevens, James McArthur, Charles McGraw, Dennis Hopper.

1969
- The Great Bank Robbery (O Grande Roubo do Banco) – Warner Bros – Dir. Hy Averback. Com Zero Mostel, Kim Novak, Clint Walker, Claude Akins, Akim Tamiroff, Sam Jaffe, Elisha Cook, Jr.

1970
- Rio Lobo (Rio Lobo) – National General – Dir. Howard Hawks. Com John Wayne, Jorge Rivero, Jennifer O’Neil, Jack Elam, Christopher Mitchun, Bill Williams, Jim Davis, John Ethan Wayne.

1971
- The Skin Game (Dois Trapaceiros da Pesada) – Warner Bros – Dir. Paul Bogart. Com James Garner, Louis Gossett, Susan Clark.
- Something Big (Os Renegados) – Nat. Gen. – Dir. Andrew V. McLaglen. Com Dean Martin, Brian Keith, Ben Johnson, Harry Carey, Jr.

1972
- Nightmare Honeymoon (Lua de Mel Pesadelo) – MGM – Dir. Elliot Silversteen. Com Dack Rambo, John Beck, Pat Hingle.

1973
- Charles Varrick (O Homem que Burlou a Máfia) – Universal – Dir. Don Siegel. Com Walther Mathau, Joe Don Baker, Felicia Farr.